# ヴィリキツキー島
ヴィリキツキー島（ヴィリキツキーとう、英Vilkitsky Island、露Остров Вильки́цкого）はロシアの東シベリア海北部にある島。デロング諸島の最南端に位置し、全長は1.5km、標高70m、デロング諸島では最小である。周囲の海は年中氷に閉ざされている。
ヴィリキツキー島は北緯75度42分、東経152度30分に位置し、サハ共和国の管轄下にある。1913年にロシア帝国のボリス・ヴィリキツキー率いる北極海航路探検隊が、砕氷船ヴァイガチ号で発見した。
因みに、ヴィリキツキーという名前の島はカラ海やラプテフ海に存在するものもあり、間違えやすいので注意が必要である。また、カラ海にはヴィリキツキー群島（現在では大半でノルデンショルド群島と呼ばれる）という島嶼もある。